# Paul Brockardt
Paul Brockardt (8. ledna 1882 Coburg – 1941 Praha) byl německý architekt, který působil v Ústí nad Labem.

## Životopis
Pocházel z význačného stavitelského rodu z bavorského Coburgu. Jeho otec byl stavitel a architekt Bernhard Brockardt, jehož firma stojí za desítkami památkově chráněných budov z přelomu 19. a 20. století. V Coburgu nese rodinné jméno i most Brockardt-Brücke. Do Ústí nad Labem zřejmě přišel kvůli zakázkám pro rodinu Schichtů. V roce 1914 se zde oženil s ústeckou rodačkou Margaretou a ještě téhož roku se jim narodila dcera.
Přibližně kolem roku 1931 se také podílel na činnosti rodinné firmy Brockardt Coburg. V roce 1934 vypracoval plány obytného komplexu pro rodiny důstojníků nové coburské posádky. Budova, která byla brzy nazvána Brockardtův blok, byla v roce 1973 zapsána na bavorský seznam památek
Přibližně od roku 1931 se podílel také na činnosti rodinné firmy Brockardt Coburg a v roce 1934 vypracoval plány obytného komplexu pro rodiny důstojníků nové coburské posádky. Reprezentativní budova s vysokou kvalitou konstrukce a četnými, na svou dobu neobvyklými detaily měla být postavena na vlastním pozemku na Kanonenweg, později Scharnhorststraße 2-8. Přestože město projekt podpořilo, vláda Horních a Středních Franků v Ansbachu jej původně zamítla. Teprve v září 1935 bylo na nátlak NSDAP vydáno stavební povolení, aby mohlo být sídliště koncem roku 1936 obsazeno. Budova, která byla brzy nazvána Brockardt-Block (Brockardtův blok), byla v roce 1973 zapsána na bavorský seznam památek.
Zemřel v Praze v roce 1941.

## Dílo

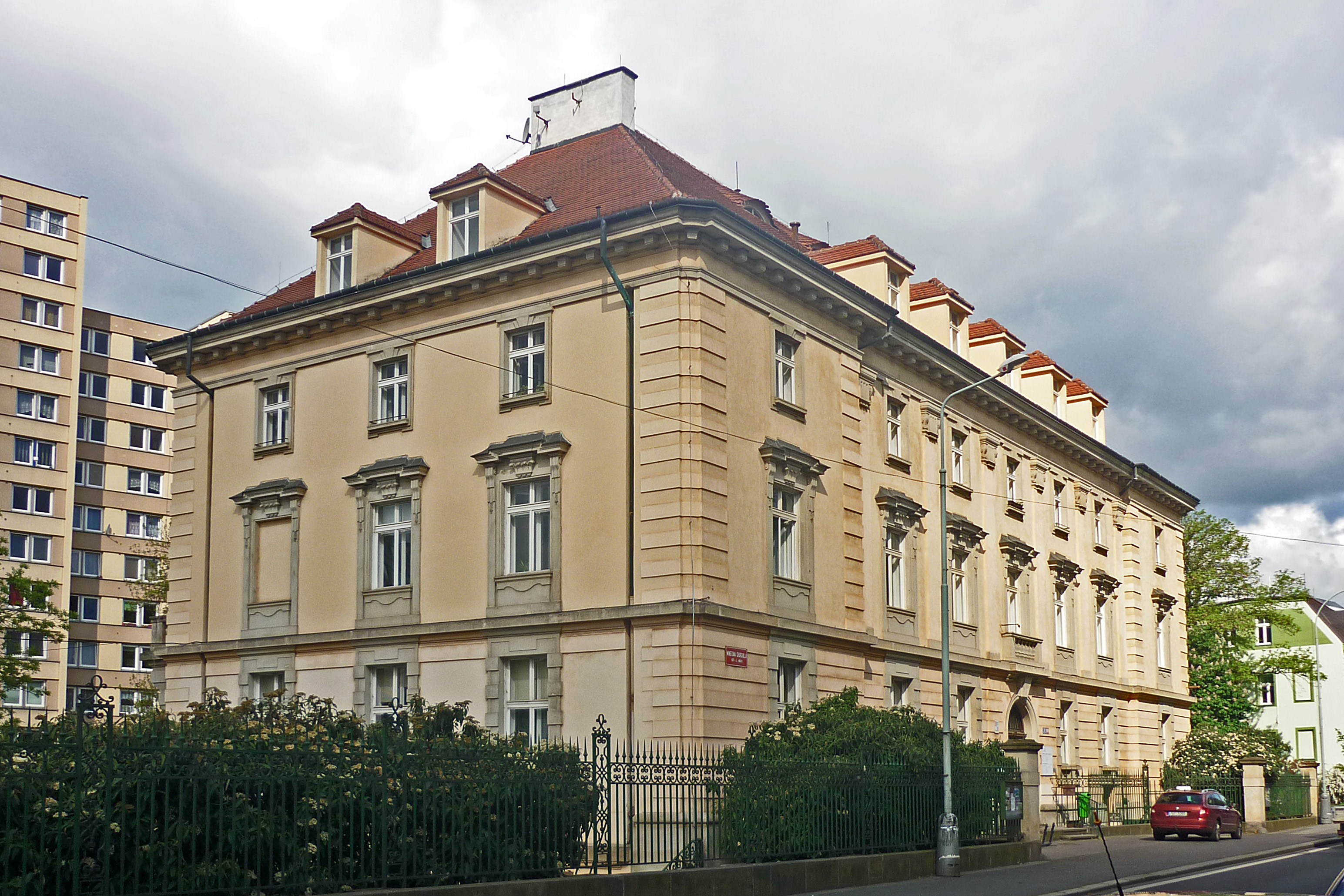
Vila Hanse Weinmanna, Ústí nad Labem

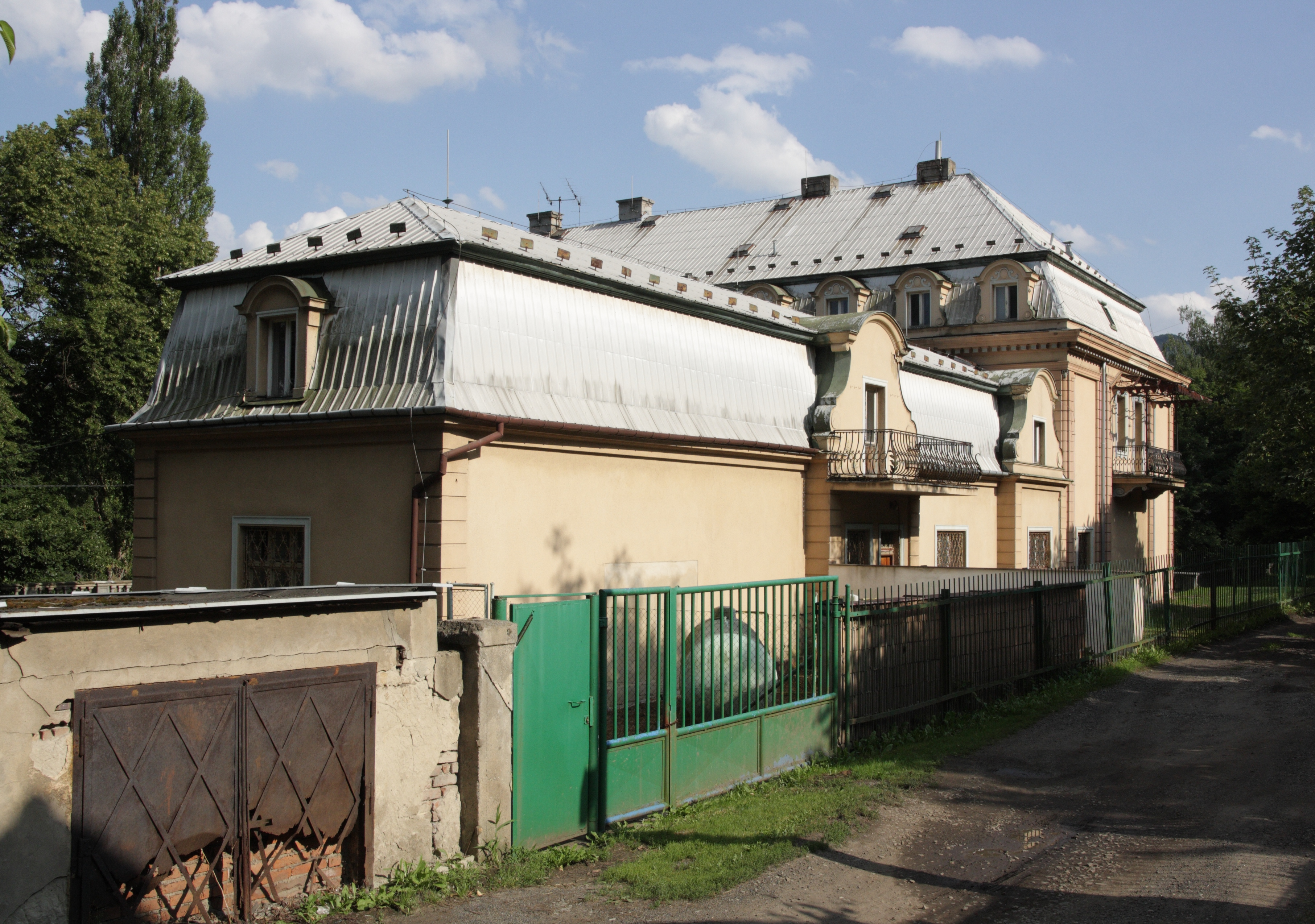
Schichtova vila, Ústí nad Labem

Brockardtovy stavby v Ústí nad Labem:
- Vila Georga Schichta (1913–1914)[4]
- Domy kolonie I Schichtových závodů (1919–1921)[5]
- Restaurace Kurzweilmühle (1924) – již zaniklá[6]
- Vila Josefa Höniga (1925–1926)[7]
- Vila Hanse Weinmanna (1929–1930), kulturní památka ČR
- Vila Franze Petschka (1929–1931), kulturní památka ČR
- Schichtovy lázně (1930–1931)[8]
- Vila Heinricha Schichta (1931),[9] kulturní památka ČR
- Bytový komplex „Heimat” (1932–1933), Střekov[10]
- Přestavba vily podnikatele Ignaze Petscheka (1934)
- Domy kolonie III Schichtových závodů (1938)
- Pobočka Komerční a privátní banky (1938)

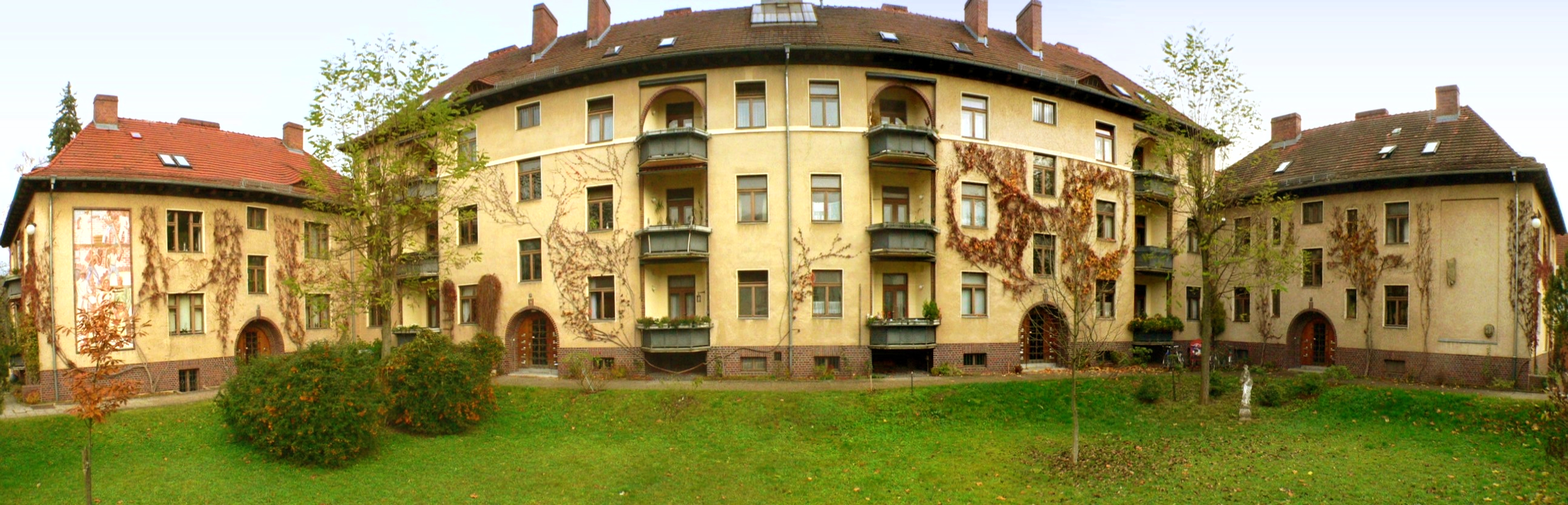
Brockardt-Block, Coburg

- Künstnerova vila (1938)
- Poliklinika (1939)

Brockardtovy stavby v Coburgu:
- Brockardt-Block, CoburgBrockardt-Block (1936)